# Tân Long, Tây Ninh
Tân Long là một xã thuộc tỉnh Tây Ninh, Việt Nam.

## Địa lý
Xã Tân Long có vị trí địa lý:
- Phía đông giáp xã Thạnh Lợi.
- Phía tây giáp xã Thạnh Phước và xã Tân Tây.
- Phía nam giáp xã Mỹ Thạnh và xã Bình Đức.
- Phía bắc giáp xã Bình Thành và xã Đức Huệ.

Xã Tân Long có diện tích tự nhiên là 149,1 km², quy mô dân số năm 2025 là 14.102 người.

## Lịch sử
Sau ngày 30 tháng 4 năm 1975, địa bàn xã Tân Long hiện nay vốn là xã Long Ngãi Thuận và một phần xã Nhị Thành thuộc huyện Thủ Thừa, tỉnh Long An.
Ngày 20 tháng 9 năm 1975, Bộ Chính trị Ban Chấp hành Trung ương Đảng Lao động Việt Nam ban hành Nghị quyết số 245-NQ/TW về việc bỏ khu, hợp tỉnh. Theo đó, dự kiến hợp nhất những tỉnh Mỹ Tho, Gò Công, Long An và Bến Tre thành một tỉnh mới, tỉnh được hợp lại sẽ đề nghị Nhà nước quyết định tên và và tỉnh lỵ của tỉnh mới.
Ngày 20 tháng 12 năm 1975, Bộ Chính trị Ban Chấp hành Trung ương Đảng Lao động Việt Nam ban hành Nghị quyết số 19/NQ về việc điều chỉnh hợp nhất một số tỉnh ở miền Nam. Theo đó, dự kiến hợp nhất các tỉnh Long An và Kiến Tường thành một tỉnh mới.
Ngày 24 tháng 2 năm 1976, Hội đồng Chính phủ Cách mạng lâm thời Cộng hòa miền Nam Việt Nam ban hành Nghị định về việc giải thể khu, hợp nhất tỉnh ở miền Nam Việt Nam. Theo đó, địa giới tỉnh Long An (mới) gồm tỉnh Long An (cũ) và tỉnh Kiến Tường.
Ngày 11 tháng 3 năm 1977, Hội đồng Chính phủ ban hành Quyết định số 54-CP về việc hợp nhất một số huyện thuộc tỉnh Long An. Theo đó, hợp nhất huyện Bến Lức và huyện Thủ Thừa thành một huyện lấy tên là huyện Bến Thủ, xã Long Ngãi Thuận và một phần xã Nhị Thành thuộc huyện Bến Thủ.
Ngày 15 tháng 9 năm 1981, Hội đồng Bộ trưởng ban hành Quyết định số 71-HĐBT về việc chia xã Nhị Thành thành xã Nhị Thành và xã Tân Thành thuộc huyện Bến Thủ, tỉnh Long An. Theo đó, chia xã Nhị Thành thành hai xã lấy tên là xã Nhị Thành và xã Tân Thành thuộc huyện Bến Thủ, tỉnh Long An.
Ngày 14 tháng 1 năm 1983, Hội đồng Bộ trưởng ban hành Quyết định số 5-HĐBT về việc phân vạch địa giới một số huyện, xã và thị xã thuộc tỉnh Long An. Theo đó:
- Chia huyện Bến Thủ thành 2 huyện lấy tên là huyện Bến Lức và huyện Thủ Thừa, xã Tân Thành thuộc huyện Thủ Thừa.
- Chia xã Long Ngãi Thuận thành 2 xã lấy tên xã Long Thuận và xã Long Thạnh [thuộc huyện Thủ Thừa].

Ngày 15 tháng 5 năm 2003, Chính phủ ban hành Nghị định số 50/2003/NĐ-CP về việc thành lập xã thuộc các huyện Tân Hưng, Thạnh Hóa, Đức Huệ và Thủ Thừa, tỉnh Long An. Theo đó:
- Thành lập xã Long Thành thuộc huyện Thủ Thừa trên cơ sở 4.310,5 ha diện tích tự nhiên và 2.871 nhân khẩu của xã Long Thạnh.
- Thành lập xã Tân Lập thuộc huyện Thủ Thừa trên cơ sở 3.780 ha diện tích tự nhiên và 2.696 nhân khẩu của xã Tân Thành.

Ngày 18 tháng 7 năm 2019, Hội đồng nhân dân tỉnh Long An ban hành Nghị quyết số 43/NQ-HĐND về việc sắp xếp ấp, khu phố thuộc xã, phường, thị trấn trên địa bàn tỉnh Long An. Theo đó:
- Sáp nhập toàn bộ diện tích tự nhiên và dân số của Ấp 1, Ấp 2, Ấp 3, Ấp 4 vào thành 01 ấp và lấy tên là Ấp 1 thuộc xã Long Thành, huyện Thủ Thừa.
- Sáp nhập toàn bộ diện tích tự nhiên và dân số của Ấp 1, Ấp 3, Ấp 4 vào Ấp 2 và lấy tên là Ấp 2 thuộc xã Tân Lập, huyện Thủ Thừa.

Ngày 12 tháng 6 năm 2025, Quốc hội khóa XV ban hành Nghị quyết số 202/2025/QH15 về việc sắp xếp đơn vị hành chính cấp tỉnh. Theo đó, sắp xếp toàn bộ diện tích tự nhiên, quy mô dân số của tỉnh Long An và tỉnh Tây Ninh thành tỉnh mới có tên gọi là tỉnh Tây Ninh.
Trước khi sắp xếp:
- Xã Long Thạnh có diện tích tự nhiên là 32,74 km², quy mô dân số năm 2025 là 5.676 người[12] với 3 ấp: 1, 2, 3[13][14].
- Xã Long Thuận có diện tích tự nhiên là 34,92 km², quy mô dân số năm 2025 là 6.580 người[12] với 4 ấp: 1, 2, 3, 4[15][16].
- Xã Tân Long có diện tích tự nhiên là 81,44 km², quy mô dân số năm 2025 là 1.846 người[12] với 2 ấp: 1, 2[10][17][18].

Ngày 16 tháng 6 năm 2025, Ủy ban Thường vụ Quốc hội khóa XV ban hành Nghị quyết số 1682/NQ-UBTVQH15 của Ủy ban Thường vụ Quốc hội khóa XV về việc sắp xếp các đơn vị hành chính cấp xã của tỉnh Tây Ninh năm 2025. Theo đó, sắp xếp toàn bộ diện tích tự nhiên, quy mô dân số của các xã Long Thuận (huyện Thủ Thừa), Long Thạnh và Tân Long thành xã mới có tên gọi là xã Tân Long.